# جووانی آنتونیو آمادئو
 جووانی آنتونیو آمادئو (انگلیسی: Giovanni Antonio Amadeo؛ ۱۴۴۷ – ۲۷ اوت ۱۵۲۲) مجسمه‌ساز، مهندس، و معمار اهل ایتالیا بود.